# Agropecuária
Agropecuária é a junção das atividades da agricultura e pecuária. Embora o termo seja empregue em geral para definir o conjunto das atividades agrícolas, também pode ser utilizado para explicar a complexa ligação entre estas duas funções, e o estudo da forma como esta relação é feita, para atender o consumo humano e/ou para o fornecimento de matérias-primas na fabricação de roupas, medicamentos, biocombustíveis, produtos de beleza, entre outros. A atividade de agropecuária é exercida tanto em larga escala, quanto por pequenos produtores que utilizam práticas tradicionais, onde o conhecimento das técnicas é repassado através de gerações.

## Descrição

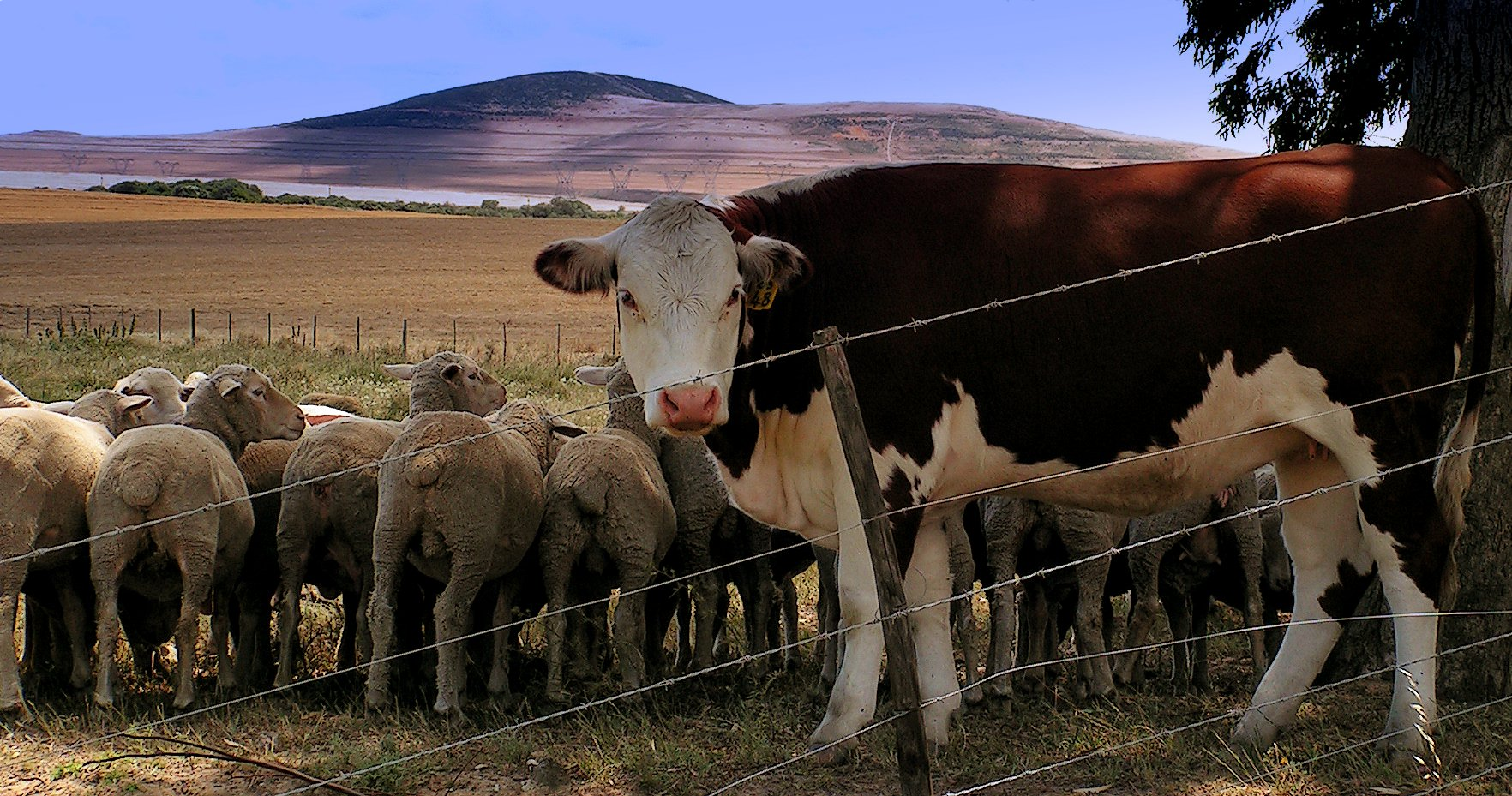
Animais domesticados.

A agropecuária pode ser vista como um conjunto das duas funções da agricultura e da pecuária, do ponto de vista económico. Por exemplo, no âmbito do II Plano de Fomento do governo português, nos princípios da década de 1960, foi organizado um sistema para a colonização do Vale Limpopo, em Moçambique, através da entrega de 4,5 Ha de regadio e 24 Ha de sequeiro, que seriam aplicados em exploração agropecuária. Também nessa década, considerava-se que o chamado Triângulo Mineiro, no Estado de Minas Gerais, era considerada como uma importante região agro-pecuária, tendo sido considerada como um dos mais importantes objectivos da linha férrea que então estava a ser construída até Brasília. Também na Suécia, em meados da década de 1970 uma das principais bases da economia eram as cooperativas agropecuárias, que além das suas funções de produção e comercialização das mercadorias agrícolas, dedicavam-se igualmente ao estudo e apuramento das raças do gado.
Um outro ponto de vista da agropecuária é o conjunto de relações que surge entre as duas actividades da pecuária e da agricultura, por exemplo através do emprego de animais para a fertilização dos solos agrícolas. Por exemplo, esta técnica foi estudada em meados da década de 1950 na Herdade das Espadinhas, no Distrito de Portalegre, como parte de uma experiência de agricultura intensiva, onde se procurou fertilizar o solo e ao mesmo tempo aumentar o número de animais na exploração, de forma a gerar mais receitas por unidade de superfície nas culturas. O sistema de adubação animal foi sendo progressivamente substituído desde as últimas décadas do século XX pelos fertilizantes químicos, sendo um exemplo das profundas transformações sentidas no sector da agricultura. Porém, a utilização intensiva de fertilizantes artificiais teve resultados nefastos para os terrenos, que ficaram mais pobres em termos de nutrientes. Uma das respostas a este problema são os chamados adubos biológicos, produzidos a partir de excrementos animais, resíduos vegetais, água e um ingrediente de fermentação, que alegadamente providenciam um aumento da produção sem danificar a qualidade dos terrenos.
Também é de especial importância a forma como são alimentados os animais com base em espécies vegetais, tendo por exemplo um estudo publicado em 1985 pelo Governo Regional da Madeira sobre ovinicultura elogiado o sabor da carne de gado ovino na Ilha de Porto Santo, que segundo o documento era «provavelmente resultante das características mesa-botânicas da ilha aliadas ás características inerentes aos animais.» O mesmo estudo apontou igualmente que as raças mesticizadas de gado bovino que eram utilizadas no Arquipélago da Madeira tinham-se adaptado bem ao clima e à alimentação da região, de tipologia sub-tropical, resultando em animais que podiam ser sustentados principalmente com os desperdícios de produtos da agricultura. Porém, lamentou que apesar destas raças terem sido bastante protegidas na década de 1940, foram depois alvo de um processo de substituição por «exemplares das raças Red-Danish e Holstein Frisien, melhores produtores mas muito mais exigentes quer em alimentação, quer em maneio e, de modo nenhum, completamente adaptados ao clima». Esta forte relação entre o tipo de alimentação do gado e a qualidade dos seus produtos finais também ganhou um especial relevo no Arquipélago dos Açores, onde o sistema de pastagem foi apontado como uma das principais bases para a valorização dos seus produtos lácteos. Em contraste, acredita-se que os produtos origundos de gado criado apenas a ração são de menor qualidade. Porém, nas situações em que escasseiam as pastagens, como sucedeu durante a seca pela qual Portugal estava a passar nos primeiros meses de 2022, o gado teve de ser alimentado com forragens, que são muito mais dispendiosas.
O conceito de agro-pecuária também é utilizado em eventos que pretendem conjugar as várias facetas económicas ligadas ao campo. Por exemplo, em Maio de 1956 a Feira da Azambuja era descrita como feira-exposição-agro-pecuária, comercial e turística. Em 1978, foi organizada em Santarém a XV Feira Nacional da Agricultura, dedicada à agropecuária, artesanato, cultura, maquinaria e outras actividades ligadas à economia agrícola.

### Agropecuária e meio ambiente
Num artigo publicado em 1980 na revista Arte Opinião, a agropecuária foi considerada como um meio mais ecológico de assegurar uma nova comunidade urbana, garantindo não só o fornecimento de alimentos para os habitantes, mas também permitindo um estudo mais aprofundado da natureza. Segundo a teoria avançada no artigo, a «articulação harmoniosa de ecossistemas vegetais e animais» iria permitir «a criação duma equipa experimental, exemplar, onde a par de métodos de agricultura agro-biológica se estabelecerão cadeias alimentares integradas. Deste modo haverá uma produção racionalizada, onde conjuntos biocenóticas se interligam permitindo excedentes utilizados para alimentação e utilização humana.» Desta forma, «a actividade agro-pecuária assegura a existência dum vasto conjunto de espécies vegetais e animais inter-ligadas. Exemplo: algas, crustáceos. peixes, patos, etc...». Do ponto de vista educativo, o artigo refere que «a actividade culinária, agrícola, pecuária junto da quinta que envolve os vários edifícios simples são actividades determinantes na nova pedagogia. Procurando fazer dos edifícios construídos locais de trabalho de grupo e pontos de documentação e reflexão, a escola-comuna funciona em pleno, na sua função formativa, a todos os níveis das actividades. A gestão da escola-comuna torna-se matéria de formação matemática e económica. O trabalho agrícola proporciona a informação científica, etc.»
As atividades agropecuárias são utilizadoras de recursos naturais, principalmente solo e água. Com o avanço dos sistemas agropecuários sobre as áreas de ecossistemas nativos, gera-se a preocupação sobre os impactos ambientais dessas atividades. Para a minimização desses impactos, uma das alternativas seria focar em um uso mais racional das áreas já ocupadas, mas que estejam subutilizadas, degradadas ou abandonadas. O respeito à legislação ambiental, conservando as áreas de preservação permanente e as reservas legais também contribui para que as propriedades rurais continuem prestando os serviços ambientais essenciais.